# Білий потік (притока Вагу)
Білий потік (словац. Biely potok) — річка в Словаччині, права притока Вагу, протікає в окрузі Мартін.
Довжина приблизно 10-10.5 км. Витік знаходиться в масиві Мала Фатра — частина Криванська Фатра — схил гори Малий Кривань — на висоті близько 1580 метрів. Протікає територією села Сучани.
Впадає у Ваг на висоті приблизно 390 метрів.